# Chydorus canadensis
Chydorus canadensis är en kräftdjursart som beskrevs av Chengalath och Hann 1981. Chydorus canadensis ingår i släktet Chydorus och familjen Chydoridae. Inga underarter finns listade i Catalogue of Life.